# Berraz Bay
Die Berraz Bay (englisch; spanisch Bahía Berraz) ist eine Bucht an der Nordküste von Low Island im Archipel der Südlichen Shetlandinseln. Sie liegt östlich der Limez-Halbinsel. Etwa auf der Hälfte ihrer Küstenlinie ragt der Mateev Point über eine Länge von 490 m in sie hinein.
Die Benennung der Bucht geht auf argentinische Wissenschaftler zurück. Der weitere Benennungshintergrund ist nicht überliefert.